# Нижня Кійма
Нижня Кійма́ (рос. Нижняя Кийма) — село у складі Адамовського району Оренбурзької області, Росія.

## Населення
Населення — 402 особи (2010; 517 у 2002).
Національний склад (станом на 2002 рік):
- казахи — 90 %